# Camelot Software Planning
Camelot Co. Ltd. (株式会社キャメロット, Kabushiki-gaisha Kyamerotto), fazendo negócios como Camelot Software Planning, é uma desenvolvedora japonesa de jogos eletrônicos, fundada em 1990 como Sega CD4, mas renomeada pouco tempo depois para Sonic! Software Planning. Como Sonic!, a empresa teve grande envolvimento com a Sega e foi a responsável pelo desenvolvimento inicial da série Shining. Em 1995, houve um breve período onde eles procuraram trabalhar para a Sony Computer Entertainment além de criar produtos Shining.
Em 1998, agora chamada Camelot, a empresa havia se associado à Nintendo e criado as séries de jogos esportivos Mario Tennis e Mario Golf, além da série de RPGs Golden Sun.

## História
A Camelot foi originalmente fundada em 1990 como uma divisão da Sega chamada Sega CD4 (Consumer Development Studio #4), logo mudando de nome para Sonic! Software Planning, formada para criar, ao lado da Climax Entertainment, o jogo Shining in the Darkness para o Mega Drive/Genesis. O estúdio também trabalhou no desenvolvimento de outros jogos de sucesso na franquia, como Shining Force e Shining Force II. Em 1995, a Sonic! oficialmente se separou da Sega, mas concordou em continuar desenvolvendo jogos da série Shining e a não lançar quaisquer jogos a consoles de rivais que ameaçariam o sucesso da franquia Shining.
Quando Shining Force III, o estúdio havia começado a trabalhar com seu nome atual, Camelot Software Planning. Ao final de 1998, a Sega começou a concentrar seus recursos no Dreamcast, deixando a Camelot com seus planos de um Shining Force III para Sega Saturn em perigo. Embora o jogo tenha sido lançado no final, a Camelot decidiu se afastar da Sega completamente para estabelecer uma parceria com a Nintendo.
A empresa então veio a trabalhar em vários jogos esportivos da série Mario, incluindo Mario Golf e Mario Tennis, além da série Golden Sun de RPGs.
A criação do personagem Waluigi pode ser atribuída à Camelot, após a Nintendo solicitar uma contraparte do Luigi, similar ao Wario, durante o desenvolvimento de Mario Tennis.

## Jogos

### Para a Sega
| Ano  | Título                               | Plataforma        | Publicadora                 |
| ---- | ------------------------------------ | ----------------- | --------------------------- |
| 1991 | Shining in the Darkness              | Mega Drive        | Sega                        |
| 1992 | Shining Force                        | Mega Drive        | Sega                        |
| 1992 | Shining Force Gaiden                 | Game Gear         | Sega                        |
| 1993 | Shining Force: The Sword of Hajya    | Game Gear         | Sega                        |
| 1993 | Shining Force II                     | Mega Drive        | Sega                        |
| 1994 | Shining Force CD                     | Sega CD           | Sega                        |
| 1995 | Shining Force Gaiden: Final Conflict | Game Gear         | Sega                        |
| 1995 | Shining Wisdom                       | Sega Saturn       | Sega                        |
| 1995 | Beyond the Beyond                    | PlayStation       | Sony Computer Entertainment |
| 1996 | Shining the Holy Ark                 | Sega Saturn       | Sega                        |
| 1997 | Everybody's Golf                     | PlayStation       | Sony Computer Entertainment |
| 1997 | Shining Force III                    | Sega Saturn       | Sega                        |
| 1999 | Mario Golf                           | Nintendo 64       | Nintendo                    |
| 2000 | Mario Tennis                         | Nintendo 64       | Nintendo                    |
| 2001 | Mobile Golf                          | Game Boy Color    | Nintendo                    |
| 2001 | Golden Sun                           | Game Boy Advance  | Nintendo                    |
| 2002 | Golden Sun: The Lost Age             | Game Boy Advance  | Nintendo                    |
| 2003 | Mario Golf: Toadstool Tour           | Nintendo GameCube | Nintendo                    |
| 2004 | Mario Golf: Advance Tour             | Game Boy Advance  | Nintendo                    |
| 2004 | Mario Power Tennis                   | Nintendo GameCube | Nintendo                    |
| 2005 | Mario Tennis: Power Tour             | Game Boy Advance  | Nintendo                    |
| 2007 | We Love Golf!                        | Wii               | Capcom                      |
| 2009 | New Play Control! Mario Power Tennis | Wii               | Nintendo                    |
| 2010 | Golden Sun: Dark Dawn                | Nintendo DS       | Nintendo                    |
| 2012 | Mario Tennis Open                    | Nintendo 3DS      | Nintendo                    |
| 2014 | Mario Golf: World Tour               | Nintendo 3DS      | Nintendo                    |
| 2015 | Mario Tennis: Ultra Smash            | Wii U             | Nintendo                    |
| 2017 | Mario Sports Superstars              | Nintendo 3DS      | Nintendo                    |
| 2018 | Mario Tennis Aces                    | Nintendo Switch   | Nintendo                    |
| 2021 | Mario Golf: Super Rush               | Nintendo Switch   | Nintendo                    |